# Aegocera bimacula
Aegocera bimacula är en fjärilsart som beskrevs av Walker 1854. Aegocera bimacula ingår i släktet Aegocera och familjen nattflyn. Inga underarter finns listade i Catalogue of Life.